# Lost in Google
Lost in Google è una webserie italiana di fantascienza creata dal gruppo comico  The Jackal. L'elemento caratterizzante della serie è l'interazione con gli utenti secondo un modello già utilizzato qualche anno prima dalla webserie americana I.Channel: i migliori commenti ad ogni puntata, scritti direttamente sotto l'episodio su YouTube o sul sito ufficiale, furono utilizzati per sceneggiare l'episodio successivo. I commenti più divertenti ma inutilizzabili vennero inseriti alla fine di ogni puntata.
La miniserie è stata autoprodotta dalla omonima società The Jackal, gruppo comico nato nel 2005 a Napoli e acquisita nel 2011 da  Ciaopeople. Gli episodi sono visualizzabili sul loro canale YouTube e sul sito ufficiale della serie.

## Trama
Durante un tranquillo giorno di lavoro nella sede "The Jackal", la webstar Ruzzo Simone e la sua collega Proxy, decidono di cercare per gioco i propri nomi su internet. Quando Proxy chiede a Simone se avesse mai provato a cercare "Google" su Google, lui non riesce a resistere alla tentazione. Questo gesto apparentemente innocuo apre un pericoloso portale tra la nostra realtà e quella virtuale, proiettando Simone nel web.

## Personaggi e interpreti
- Ruzzo Simone, interpretato da Simone Russo.
È una giovane web star. Sotto suggerimento di Proxy, cerca "Google" su Google, creando un portale nel quale viene risucchiato.
Nel web cerca disperato una via d'uscita perché è agorafobico.
- Proxy Riccio, interpretata da Roberta Riccio.
Proxy nasconde un misterioso passato. Sembra essere l'unica capace di stabilire, a comando, un contatto tra la realtà e il web.
Da piccola era molto affezionata alla sua matrioska che, cadendo, si ruppe; da allora Proxy ha la strana ossessione di cercare le cose nelle cose.
- Ciro Priello, interpretato da Ciro Capriello.
Ciro è Twitter dipendente. Il suo alter ego digitale è Vandammo.
Inizialmente è scettico sul fatto che Simone possa essere in Google, ma Proxy riesce a convincerlo a partire alla ricerca dell'amico scomparso.
- Marco Mario de Notaris, nel ruolo di un "N.E.R.D." (Nuovo Eroe Ribelle Domodossola).

### Guest star
Alla webserie hanno partecipato inoltre:
- Caparezza nella parte di un fotogramma di Street view.
- Roberto Giacobbo nel ruolo di se stesso.
- Patrizio Rispo nel ruolo del bibliotecario e fondatore di Wikipedia.
- Francesco Matano nel ruolo di un ribelle degli Anonymous.
- Maccio Capatonda nel ruolo del suo personaggio padre Maronno.
- Guglielmo Scilla (Willwoosh su YouTube) nel ruolo della "maschera" al cinema.
- Frank Matano nel ruolo di se stesso.
- I Nirkiop nel ruolo di un passante e di un lavavetri.
- Frank nel ruolo di un deejay che annuncia la fine del mondo
- Claudio Di Biagio nel ruolo di se stesso.

## Episodi
| n°                 | Titolo                 | Pubblicazione    | Durata  |
| ------------------ | ---------------------- | ---------------- | ------- |
| 0                  | Lost in Google         | 28 giugno 2011   | 2' 46"  |
| 1                  | Forever Alone          | 16 novembre 2011 | 6' 53"  |
| 2                  | I'm feeling Lucky      | 16 gennaio 2012  | 10' 24" |
| ep. pesce d'aprile | The Lord of Bananas    | 1º aprile 2012   | 6' 13"  |
| 3                  | 404 page not found     | 2 aprile 2012    | 17' 54" |
| 4                  | Timeline               | 31 maggio 2012   | 21' 37" |
| 5                  | Lost in Lost in Google | 14 luglio 2012   | 22' 56" |

| n° | Titolo                                   | Pubblicazione    | Durata |
| -- | ---------------------------------------- | ---------------- | ------ |
| 1  | Forever Alone - Backstage ep. 1          | 16 novembre 2011 | 3' 08" |
| 2  | I'm feeling Lucky - Backstage ep. 2      | 16 gennaio 2012  | 4' 39" |
| 3  | 404 page not found - Teaser ep. 3        | 2 aprile 2012    | 1' 08" |
| 4  | Timeline - Teaser ep. 4                  | 21 maggio 2012   | 2' 55" |
| 4  | Timeline - Backstage ep. 4               | 31 maggio 2012   | 2' 56" |
| 5  | Lost in Lost in Google - Teaser ep. 5    | 14 luglio 2012   | 0' 51" |
| 5  | Lost in Lost in Google - Backstage ep. 5 | 14 luglio 2012   | 4' 43" |

### Lost in Google
Cercando "google" su Google il protagonista, Ruzzo Simone (nella serie verrà indicato sempre col cognome prima del nome), viene risucchiato dal computer, sotto gli occhi inorriditi della sua amica Proxy.

### Forever Alone
Simone si trova in una grande (apparentemente infinita) sala bianca con una fila di sedie. Viene apostrofato da Claudio Di Biagio il quale lo informa che si trovano nella sala d'attesa di Google. Qui sono presenti tutti i personaggi e i meme più cercati del web e una voce annuncia di volta in volta chi viene cercato. Claudio gli spiega che per uscire è necessario essere cercati, sicuro di sé Claudio attende la sua chiamata e rimane molto deluso quando invece del suo nome viene cercato Willwoosh (altro youtuber italiano). Nel frattempo Proxy contatta Ciro per farsi aiutare nella ricerca di Simone.
Guest star: Claudio Di Biagio.

### I'm feeling Lucky
Simone entra in un pop-up con la scritta "ti senti fortunato?" e viene trasportato via. Crede di essere tornato a casa ma in realtà si trova in Google Street View di Google Maps. Chiedendosi ad alta voce come andarsene sente qualcuno rispondergli (Caparezza) e vede che si tratta di una persona ritratta nella foto di Street View e quindi bloccata lì. Questi gli dice che andarsene è facile, trovandosi lui in un programma di mappe. Simone chiede quindi al programma di calcolare il percorso fino a Wikipedia, e vi viene trasportato. Proxy intanto ha ricevuto un messaggio (apparentemente inviatole da Simone) con la foto di un panorama di una montagna (riferimento a Mountain View, sede di Google) ed è convinta che Simone si trovi lì. Si mette quindi in viaggio con Ciro per cercarlo.
Guest star: Caparezza.

### The Lord of Bananas (episodio pesce d'aprile)
Questo episodio è uscito il primo aprile 2012, annunciato ufficialmente come episodio 3. Il video presenta soltanto una schermata nera, sulla quale ogni tanto appare un commento a uno dei precedenti video. Fra questi commenti ce n'è anche uno che annuncia il vero episodio 3 per il giorno successivo.

### 404 page not found
L'episodio si apre con un programma chiamato "Le Grandi Scoperture" (parodia di Voyager), condotto da Roberto Giacobbo il quale ipotizza che internet non sia un'invenzione dell'uomo, ma un'entità autonoma, sulla quale erano stati fatti esperimenti segreti in una baita isolata in montagna. Internet è abitato da pericolose creature, dette meme, a capo delle quali si trova una misteriose entità chiamata Elgoog (o 319009). Simone si trova dentro Wikipedia, che è rappresentata come una biblioteca. Un bibliotecario gli spiega come consultare l'enciclopedia e gli chiede di "leggere un suo appello personale" (riferimento alla raccolta fondi annuale di Wikipedia). Simone cerca se stesso su Wikipedia e scopre che quel giorno è indicato come data della sua morte. Cerca poi "Lost in Google" ma la pagina non viene trovata. Nel frattempo Proxy e Ciro si recano nel luogo dove credono si trovi Simone, ma vengono attaccati da un misterioso nemico che conosce le loro intenzioni perché segue Ciro su Twitter. Ciro e l'uomo combattono, mentre Proxy si reca nella baita, dove trova un computer, con il quale dovrà aprire un portale. Il personaggio misterioso sostiene che non potrà usarlo perché solo una persona può, ma lei scopre la password e la inserisce, aprendo così un portale tra il mondo reale e quello virtuale. L'apertura del portale ha effetti catastrofici su entrambi i mondi. In Wikipedia, Simone strappa la pagina da un libro che consente di consultarla e scappa. Nel Web cominciano a piovere dal cielo i commenti degli utenti e uno di questi ("Simone deve morire!") travolge Simone. Nel mondo reale il personaggio misterioso, che si rivela essere il meme noto come "Forever Alone", si sacrifica per chiudere il portale. Si scoprirà infine che conosceva Proxy da bambina e che forse potrebbe anche essere suo padre.
Guest star: Patrizio Rispo.

### Timeline
In seguito all'apertura del portale, la Terra è invasa dai meme. Ruzzo Simone si risveglia in un ospedale abbandonato e di lui si sta occupando quella che sembra essere un'infermiera, che trova la pagina strappata di Wikipedia. Visto che ha detto il suo nome al bibliotecario di Wikipedia e la timeline (linea temporale) di Ruzzo Simone è pubblica e collegata al suo nome, è stato segnalato. L'FBI è sulle tracce di Simone e sta per fare irruzione nella sua stanza (la numero 319009). Intanto Ciro e Proxy vengono contattati da un N.E.R.D.(Nuovo Eroe Ribelle Domodossola) che spiega loro di aver trovato Simone seguendo la sua linea temporale: una timeline (simile a quella di Facebook) posseduta da ogni entità all'interno del web. L'infermiera si rivela essere un Anonymous e, insieme al suo compagno (Frank Matano), aiuta Simone a fuggire. Ciro trova un generatore di CAPTCHA che serve a distinguere gli umani dai meme e ne risolve uno, per poi passare il congegno a Proxy che però non riesce nell'operazione mostrando così di essere un meme. Un agente ferisce gravemente Simone e Proxy chiede al N.E.R.D. di manomettere la sua timeline per riportare il loro amico indietro nel tempo, ma intanto Ciro non riesce a non twittare e con un suo tweet fa sapere ai meme dove si trova. L'allarme si attiva e Ciro viene chiuso fuori. Il N.E.R.D. dice a Proxy che non c'è abbastanza tempo per salvare entrambi i suoi amici e così la ragazza – dopo qualche secondo di riflessione – sceglie di salvare Simone, il quale si ritrova illeso nella "sala d'attesa" del primo episodio.
Guest star: Frank Matano, Ilaria Giachi, Francesco Frank Lotta, Nicola Conversa, Mirko Mastrocinque.

### Lost in Lost in Google
Proxy e il NERD escono dal loro rifugio per aiutare Ciro, che però è gravemente ferito e muore sotto i loro occhi. Proxy, sconvolta, sfrutta il fatto di essere un meme per entrare a sua volta in Google, ritrovandosi anche lei nella sala d'attesa con Claudio Di Biagio. Simone intanto ha aperto la porta per uscire da Google ma si è ritrovato in un altro spazio bianco dove vede i videomessaggi degli utenti di Youtube, i quali gli rivelano di essere loro stessi "elgooG" e di avere diretto tramite i loro commenti tutte le azioni dei personaggi, che quindi non hanno libero arbitrio. Proxy dalla sala d'attesa entra in Youtube, che è rappresentato come un cinema nel quale gli spettatori stanno prendendo posto per vedere Lost in Google. A tutti gli spettatori viene consegnato un bigliettino sul quale apporre un commento per cambiare la storia della serie. Proxy scrive un commento per fermare se stessa nel primo episodio e non pronunciare la frase «Hai mai provato a cercare Google su Google?» che aveva dato inizio a tutto. Senza quella frase l'intera linea temporale della serie cambia e i tre protagonisti si ritrovano sani e salvi negli studi di The Jackal. Si scopre, però, che anche questo nuovo finale è parte della webserie e quindi in realtà tutti i personaggi sono bloccati nel web.
Guest star: Guglielmo Scilla, Marcello Macchia.

## Accoglienza
Nonostante le puntate siano pubblicate a grossi intervalli l'una dall'altra, il seguito e il successo della webserie non ne risentono. Secondo alcuni osservatori la ragione sta nella struttura stessa della serie e nel funzionamento del sistema di interazione, che favorisce i lunghi tempi d'attesa tra episodio ed episodio e le conversazioni che ne scaturiscono.

## Eventi
Il 4 luglio 2012 si è svolto l'Ending Party, presso il Neo by Voga di Napoli. Un evento gratuito, dov'è stato proiettato l'ultimo episodio della webserie, seguito da un mini concerto live degli Electrophelia e da un DJ Set. Ospiti della serata i The Jackal, i Nirkiop e Frank Matano.

## Musiche
La colonna sonora e la sigla sono state composte dal gruppo Electrophelia.